# Rosanne Hertzberger
Rosanne Yente Hertzberger (Rotterdam, 9 september 1984) is een Nederlands microbioloog, schrijver en politicus namens Nieuw Sociaal Contract (NSC). Hertzberger was van 2009 tot 2023 werkzaam bij universiteiten als onderzoeker. In dezelfde periode was zij columnist bij dagblad NRC Handelsblad, later NRC geheten. Van 2023 tot 2024 was zij namens NSC lid van de Tweede Kamer. Op 1 juli 2025 werd zij opnieuw Tweede Kamerlid voor NSC. 

## Levensloop
Hertzberger werd geboren in Rotterdam en groeide op in Dordrecht in een gezin met drie kinderen. Zij studeerde Life science & Technology aan de TU Delft en de Universiteit Leiden. In haar studententijd was ze actief bij de studentenvereniging ALSV Quintus en de Leiden Debating Union. In 2014 promoveerde ze aan de Universiteit van Amsterdam op het metabolisme van melkzuurbacteriën. Daarna werkte ze enige tijd bij het Centre for Women’s Infectious Disease Research aan de Washington-universiteit te Saint Louis. Van 2017 tot 2023 deed ze onderzoek naar het metabolisme van vaginale melkzuurbacteriën aan de Vrije Universiteit Amsterdam. In 2021 nam ze het initiatief voor de oprichting van Stichting Crispatus, waar een collectief van vrouwelijke burgerwetenschappers een vaginaal probioticum met crispatusbacteriën ontwikkelt.
In haar studententijd kreeg Hertzberger een column bij het Leidse universiteitsblad Mare. Van 2009 tot 2023 had ze een vaste column bij NRC Handelsblad/nrc.next. Bij De Wereld Draait Door was zij verschillende keren tafeldame. In april 2017 verscheen haar eerste boek na haar dissertatie, Ode aan de E-nummers. Op 23 juli 2017 was Hertzberger te gast bij het tv-programma Zomergasten. In 2018 droeg ze bij aan de campagne van Nederland Leest met het thema voeding; hierin gaf ze een wetenschappelijke invulling aan het geschenkboek. In hetzelfde jaar hield ze de Willem Drees-lezing met de titel De nieuwe robotmens – een pleidooi voor irrationaliteit. In 2021 maakte ze de podcast Hertzbergers Inbox.

### Tweede Kamer
Voor de Tweede Kamerverkiezingen van 2023 stelde ze zich kandidaat voor de partij Nieuw Sociaal Contract (NSC). Ze kreeg de zeventiende plaats op de kandidatenlijst en op 6 december 2023 werd zij beëdigd. Als NSC-Tweede Kamerlid had zij de fractieportefeuilles hoger onderwijs en wetenschap en medische ethiek. Op 30 januari 2024 werd Hertzberger lid van de parlementaire enquêtecommissie die onderzoek doet naar de aanpak van de coronapandemie, een onderwerp waar zij tijdens de pandemie zeer uitgesproken over was, onder meer als 'correspondent vaccinaties'.
Nadat het kabinet-Schoof op 2 juli 2024 was aangetreden, gaf Hertzberger op LinkedIn aan "groot ongemak" te voelen bij de samenwerking van NSC met de Partij voor de Vrijheid (PVV). Meteen in de eerste week van het nieuwe kabinet waren volgens Hertzberger ook de 'lelijke kanten van deze samenwerking' te zien. Op 19 november 2024 legde zij haar Tweede Kamerzetel neer vanwege het vertrek van NSC-staatssecretaris Achahbar. Haar vertrek mocht van Hertzberger naar eigen zeggen niet zonder consequenties blijven. Ze trad in januari 2025 toe tot het Wetenschappelijk Instituut van  NSC.
Op 1 juli 2025 werd Hertzberger wederom geïnstalleerd als lid van de Tweede Kamer. Dit gebeurde in de vacature die was ontstaan door het aftreden van Daniëlle Jansen, die was benoemd als bewindspersoon in het kabinet-Schoof.

## Persoonlijk
Hertzberger stamt uit een Joodse familie van artsen. Haar grootvader is de arts-microbioloog Ellis Hertzberger (1914–2008), op zijn beurt een zoon van de Rotterdamse arts Maurits Hertzberger (1882–1940) en neef van antiquaar Menno Hertzberger. Ellis Hertzberger werkte tijdens de Tweede Wereldoorlog als arts in Kamp Westerbork en overleefde zes concentratiekampen. Ellis' eerste echtgenote, Duifje de Raaij (1918–1944), werd op 16 mei 1944 op 26-jarige leeftijd in Auschwitz vermoord. Over de oorlogsjaren en hun leven na de oorlog schreef hij samen met zijn tweede vrouw Jenny Gold (1926–2012) het boek Door de Holocaust verbonden. Rosanne Hertzberger zelf werkte mee aan het boek (met dvd) Eén verhaal uit duizenden. Kleinkinderen over de erfenis van de Shoah.
De vader van Rosanne Hertzberger werkte als neuroloog. Haar moeder is hoogleraar kinderreumatologie aan de Universiteit Leiden; ook zij stamt uit een artsenfamilie.
Hertzberger is getrouwd met journalist en columnist Arjen van Veelen. Samen hebben ze twee zonen.

## Onderscheidingen
- In 2020 won Hertzberger de Oranje-Boven Prijs van de SGP-jongeren voor haar herhaaldelijke pleidooi tegen verruiming van de euthanasiewetgeving.[21]
- In 2021 kreeg ze de elfde Lof der Zotheidspeld van het Comité Erasmus in Rotterdam. De prijs wordt jaarlijks uitgereikt op de verjaardag van Erasmus aan een persoon die zich in de geest van Erasmus heeft ingezet voor de samenleving en een lans heeft gebroken voor tolerantie, onderwijs en satire.[22]